# 翁德拉什菲·蒂博尔
翁德拉什菲·蒂博尔（匈牙利語：Andrásfi Tibor，1999年12月10日—），匈牙利男子击剑运动员，2023年欧洲运动会男子重剑团体金牌得主、2024年夏季奥林匹克运动会男子重剑团体金牌得主。